# Robert Rodriguez
Robert Anthony Rodriguez (San Antonio (Texas), 20 juni 1968) is een Amerikaanse filmregisseur. Zijn grote doorbraak was de Spaanstalige film El Mariachi uit 1992. Deze film kostte slechts 7000 dollar en bleek een groot succes. De film is een combinatie van actie en geestige dialogen waarin een naïeve muzikant wordt aangezien voor een schietgrage drugsbaron.

## Werk
Het kenmerk van Robert Rodriguez is goede films maken voor weinig geld. De kosten kunnen mede laag worden gehouden omdat Rodriguez zelf zijn scripts schrijft, muziek maakt, knipt en alles ook zelf monteert.
El Mariachi was tevens het eerste deel van de El Mariachi-trilogie over de muzikant. Latere delen waren Desperado uit 1995 met Antonio Banderas en Salma Hayek, en Once Upon A Time In Mexico uit 2003, waarin naast Antonio Banderas en Salma Hayek ook onder anderen Johnny Depp een rol had.
In 1995 maakte Rodriguez samen met drie anderen (waaronder zijn goede vriend Quentin Tarantino) de film Four Rooms, een film bestaande uit vier onderling verbonden segmenten. De hoofdpersonen uit Rodriguez' segment stonden later model voor de hoofdpersonen uit de andere trilogie die hij maakte: de Spy Kids-trilogie. Deze films, die vooral voor kinderen bedoeld zijn, draaien om de avonturen van een broertje en een zusje als spionnen.
In 2005 bracht hij Sin City uit, gebaseerd op de gelijknamige stripverhalen van Frank Miller. In deze film - met rollen van Bruce Willis, Jessica Alba, Mickey Rourke en Rutger Hauer - beschrijft hij de wereld van Sin City. In deze film zien we drie verschillende verhalen door elkaar heen.
In 2007 verscheen de actiefilm Grindhouse die hij samen maakte met Quentin Tarantino. Deze film bestaat uit twee losse films van 75 minuten met daartussen nepreclames voor andere films. Rodriguez maakte ook zelf een fake-trailer genaamd 'Machete'. In 2010 kwam er een speelfilm van Machete.
In 1994 werd Rodriguez gevraagd een vervolg te schrijven op Predator (Predator 2 was een dikke flop geworden) en hij nam deze opdracht aan. Toen zijn scenario echter uiteindelijk af was, was Schwarzenegger met andere projecten bezig. In 2009 werd beslist om van het scenario toch een film te maken genaamd Predators, met Adrien Brody in een van de hoofdrollen. Omdat Rodriguez echter bezig was met het filmen van Machete, liet hij de regie over aan Nimrod Antal, hij produceerde Predators nog wel.
Op de extra's van zijn dvd's staat er vaak een '10 minute film school' of een '10 minute cooking school', gebracht door Rodriguez zelf.
In 2011 kreeg de succesvolle Spy Kids-trilogie een vervolg met de nieuwe film: Spy Kids 4: All the Time in the World. In deze film wordt een nieuwe generatie Spy Kids geïntroduceerd, maar komen ook de oorspronkelijke Spy Kids weer terug in actie.
In 2014 kwam het vervolg op Sin City uit, Sin City: A Dame to Kill For. Deze scoorde beduidend minder dan zijn voorganger.
In 2021 verscheen de zesde door Rodriguez geregisseerde aflevering van de televisieserie The Mandalorian seizoen twee. Hierin speelde het personage Boba Fett een belangrijke rol. Aan het einde van de televisieserie werd er een aankondiging voor een televisieserie over Boba Fett gedaan, de serie zou The Book of Boba Fett gaan heten. Rodriguez is uitvoerend producent van deze serie, en tevens regisseur van de eerste, derde en laatste aflevering. Ook sprak Rodriguez in deze serie de stemmen in voor de personages Mayor Mok Shaiz en Dokk Strassi.

## Films
- El Mariachi (1992)
- Desperado (1995)
- Four Rooms (1995)
- From Dusk Till Dawn (1996)
- The Faculty (1998)
- Spy Kids (2001)
- Spy Kids 2: The Island of Lost Dreams (2002)
- Spy Kids 3-D: Game Over (2003)
- Once Upon a Time in Mexico (2003)
- Sin City (2005)
- Planet Terror (2007)
- The Adventures of Sharkboy and Lavagirl (2005)
- Grindhouse (2007)
- Shorts (2009)
- Machete (2010)
- Spy Kids 4: All the Time in the World (2011)
- Machete Kills (2013)
- Sin City: A Dame to Kill For (2014)
- Alita: Battle Angel (2019)
- We can be heroes (2020)

- Bibsys: 90920579
- Biblioteca Nacional de España: XX1027419
- Bibliothèque nationale de France: cb13478799g (data)
- Catàleg d'autoritats de noms i títols de Catalunya: 981058514097106706
- Gemeinsame Normdatei: 119406284
- International Standard Name Identifier: 0000 0001 2095 722X
- Library of Congress Control Number: n2006087061
- MusicBrainz: d3883e2f-691d-48eb-92a6-770c1dcd98d9
- Bibliotheek van het Japanse parlement: 00515840
- Nationale Bibliotheek van Tsjechië: js20050725016
- Nationale Bibliotheek van Israël: 987007355752905171
- Nationale Bibliotheek van Polen: a0000003203628
- Nederlandse Thesaurus van Auteursnamen: 15674080X
- Réseau des bibliothèques de Suisse occidentale: 02-A012340035
- SNAC: w6fk6180
- Système universitaire de documentation: 060800097
- Union List of Artist Names: 500474556
- Virtual International Authority File: 19828874
- WorldCat: E39PBJxd4by748q4P6qWxmcwYP